# Farewell Spit
Farewell Spit (von englisch spit = „Landzunge“; maori: Tuhuroa; niederländisch: Sand Duining Hoeck) ist eine schmale Landzunge im äußersten Norden der neuseeländischen Südinsel. Die Nehrung erstreckt sich vom Cape Farewell, dem nördlichsten Punkt der Südinsel, in Richtung Osten.
Der Farewell Spit bildet die nördliche Eingrenzung der Golden Bay / Mohua. Die Landzunge verläuft in Ost-West-Richtung auf einer Länge von gut 32 Kilometer, davon über 26 über dem Meeresspiegel. Die Landfläche besteht vornehmlich aus Siliciumdioxid, obwohl man auch Spuren von Granat, Ilmenit, Magnetit sowie Pyroxen finden kann. Ihre Entstehung hat die Nehrung den extrem starken Strömungen in der Cookstraße zu verdanken. Die fortwährende Bewegung häuft den Sand in einer hakenartigen Form an. Vorhersagen gehen davon aus, dass die Landzunge alleine in den nächsten fünf Jahren weitere zwei Kilometer an Länge hinzugewinnen wird.
Die Nordseite der Landzunge ist steiler und instabiler als die Südseite, da sie den fortwährenden Strömungen und Windböen von Norden her ausgesetzt ist, die mit einer Durchschnittsgeschwindigkeit von über 25 km/h über das Gebiet hinwegfegen. Die der Golden Bay / Mohua zugewandte Seite jedoch ist wesentlich standfester und zu großen Teilen bereits von Vegetation bedeckt. Bei Ebbe zieht sich das Wasser auf der wind- und strömungsabgewandten Seite bis zu sieben Kilometer zurück; dadurch entsteht eine etwa 80 Quadratkilometer große Wattlandschaft, die ein bedeutendes Nahrungsreservoir für zahlreiche verschiedene Vögel ist, allerdings auch eine tödliche Falle für regelmäßig strandende Wale darstellt.
Der Niederländer Abel Tasman war im Jahr 1642 wahrscheinlich der erste Europäer, der die Landzunge zu Gesicht bekam, die er „Sand Duining Hoeck“ nannte. Im Jahr 1770 erreichte der nächste Seefahrer, der britische Kapitän James Cook, das Gebiet der Nehrung. Er bezeichnete die nördlichste Landspitze der Südinsel als Cape Farewell, da das Kap die letzte Landfläche war, die Cook sah, bevor er wieder nach England zurückkehrte. Der Name blieb und die ersten europäischen Siedler in der Gegend nannten die Landzunge „Cape Farewell Spit“, im Laufe der Jahre jedoch verkürzte sich die Bezeichnung um das „Cape“ und der jetzige Name entstand.

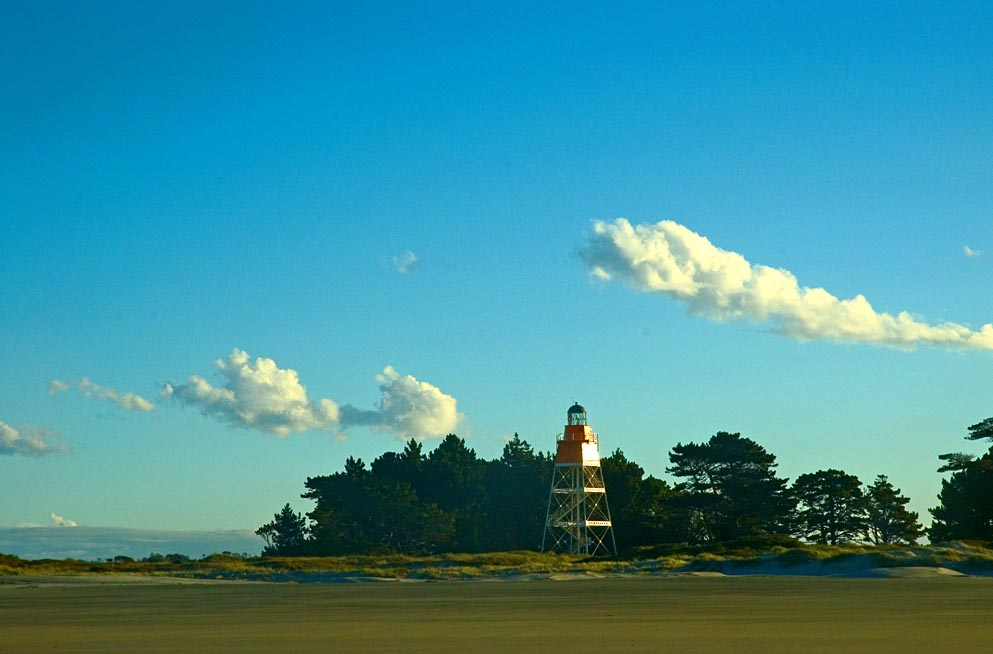
Der automatisierte Leuchtturm am Farewell Spit

1869 wurde am damaligen Ende der Nehrung mit dem Bau eines Leuchtturms begonnen, da viele Schiffe am Farewell Spit Schiffbruch erlitten hatten. Der erste Leuchtturm, eine Holzkonstruktion, wurde am 17. Juni 1870 in Betrieb genommen. Die Holzkonstruktion eignete sich jedoch nicht für den Standort mit den häufigen Sandstürmen. Im Januar 1891 wurde ein zweiter Leuchtturm eingeweiht, diesmal eine Fachwerkkonstruktion aus Stahl. Dieser Turm ist 27 Meter hoch, die Feuerhöhe beträgt 30 Meter. Das weiße Licht ist 19 Seemeilen (35 Kilometer) weit sichtbar, das rote 15 Seemeilen (27 Kilometer).
Der Standort des Leuchtturms war zunächst ohne jede Vegetation und damit ohne Schutz gegen die Sandstürme. Erst um die Jahrhundertwende gelang es, Kiefern als Windschutz anzupflanzen, nachdem Pflanzerde auf die Nehrung gebracht worden war. Um 1960 wurde der Leuchtturm an die Stromversorgung angeschlossen, zuvor waren Öl- und Dieselgeneratoren zur Stromerzeugung verwandt worden. 1984 verließ der letzte Leuchtturmwärter seinen Posten, als die gesamte Anlage automatisiert wurde und wie die meisten heute noch bestehenden Leuchtfeuer von Wellington aus ferngesteuert wurde. Die Landzunge wird vom neuseeländischen Department of Conservation verwaltet und dient als Natur-Reservat für Seevögel. Bis auf ein kleines Gebiet ganz im Westen der Nehrung ist das Betreten der Landzunge verboten. Eine Ausnahme hierbei sind geführte Touren, bei denen man die Sanddünen herunterrutschen sowie den Leuchtturm und eine Basstölpel-Kolonie besuchen kann.

## Wharariki Beach
5 km westlich vom Anfang der Landzunge, direkt am Cape Farewell beginnt der Wharariki Beach.
Wegen der auffälligen Felsformationen mit Höhlen, Klippen, den vorgelagerten Felsinseln
Archway Islands und Dünen ist der Strand ein beliebtes Motiv bei Fotografen und Drehort für den Film In meinem Himmel (Lovely Bones) von Peter Jackson.

Wharariki Beach